# 朶豁勒忽
朵豁勒忽·扯儿必（羅馬化：Doqolqu Čerbi，羅馬化：Dūqulqū Jarbī ，見《史集》，？—1230年）汉文史籍《元朝秘史》作多豁勒忽·扯儿必、朵豁勒忽，《元史》作朵忽魯。，出身忙忽惕部，13世纪初蒙古帝国的千户长。
《元朝秘史》记载，朵豁勒忽出身忙忽惕部，是担任拖雷家族王傅的者台之弟。而《史集》称其出身阿儿剌部，这可能是与斡歌連·扯儿必混淆导致的记载误差。
铁木真首次称汗后，朵豁勒忽与斡歌連、者台、合赤温·脱忽剌温一同被任命为最初的箭筒士。1203年，成吉思汗征服克烈部后重组蒙古军制，奠定了日后千户长与亲卫队（怯薛）的雏形。此时朵豁勒忽与朵歹、斡歌連、脱栾、不察阑、速亦客禿·扯兒必等人被任命为“扯儿必”（侍从），并担任怯薛长。1206年蒙古帝国建立后，成吉思汗扩编怯薛军至万人，朵豁勒忽担任其中一千名侍卫军的长官。怯薛卫士分四班轮值，他与不合、阿勒赤歹、朵歹四人分别担任四班队长。
成吉思汗时期，朵豁勒忽长期担任亲卫队长官；窝阔台即位后，他被解除怯薛长职务，转任千户长，在《史集》的千户列表中位列左翼第14位。
此后，朵豁勒忽被提拔为攻打金朝的指挥官，但在大昌原之战中兵败，依赖速不台救援才得以脱险。窝阔台因此将其处决，不久后悔，将此事列为自己统治时期的“四大过失”之一。